# Парваров, Фазиль
Фазиль Парваров (азерб. Fazil Pərvərov; 25 августа 1969) — советский и азербайджанский футболист, нападающий и полузащитник.

## Биография
Воспитанник гянджинского футбола. В профессиональных соревнованиях дебютировал в 1991 году во второй лиге СССР в составе клуба «Динамо» (Гянджа), где сыграл два матча. После распада СССР продолжал играть за местный клуб, переименованный в «Кяпаз», в высшей лиге Азербайджана. Неоднократно становился чемпионом страны (1994/95, 1997/98, 1998/99), бронзовым призёром (1993/94, 1995/96), обладателем Кубка Азербайджана (1993/94, 1997/98). В сезоне 1993/94 забил 29 голов и занял второе место в споре бомбардиров, уступив Мусе Гурбанову (35). В сезоне 1995/96 стал лучшим бомбардиром чемпионата с 23 голами, разделив звание с Назимом Алиевым и своим одноклубником Ровшаном Ахмедовым.
Несколько раз уходил из «Кяпаза» и играл за другие клубы высшей лиги — «Хазри Бузовна» (Баку), «Виляш» (Масаллы). В конце карьеры провёл два сезона в составе «Шамкира» и в сезоне 2003/04 стал серебряным призёром чемпионата.
Всего за карьеру в высшей лиге Азербайджана забил 89 голов, из них 80 — за «Кяпаз». Является лучшим бомбардиром гянджинского клуба в истории.
После окончания игровой карьеры некоторое время руководил магазином одежды в Гяндже.